# Lübecker Franzosenzeit

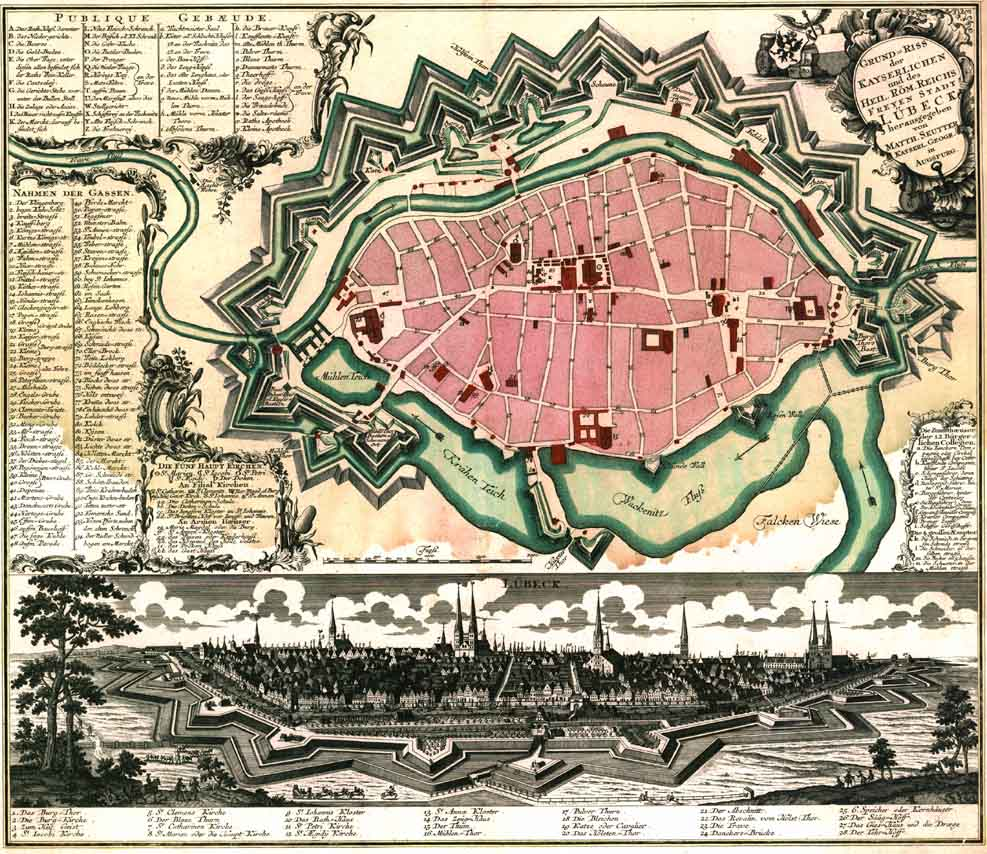
Plan von Lübeck um 1750

Lübecker Franzosenzeit ist die in Norddeutschland verbreitete traditionelle Bezeichnung für die Jahre 1806 bis 1813, in denen Lübeck von den Truppen Napoleons besetzt war, d. h. die Franzosenzeit.

## Der Staat Lübeck
Die Freie Reichsstadt Lübeck hatte 1803 im Reichsdeputationshauptschluss die volle Landeshoheit bestätigt bekommen (§ 27) und in Erwartung einer längeren Friedenszeit und im Vertrauen auf die von allen Hansestädten erklärte „ewige Neutralität“ – und als Erfüllung einer Garantiebedingung für die eigene Nichtbeteiligung an einem Krieg oder Konflikt – damit begonnen, die Lübecker Stadtbefestigung zurückzubauen.
Nach dem Ende des Heiligen Römischen Reichs im August 1806 und der damit erlangten völkerrechtlichen Souveränität brachten die Schlacht bei Jena und Auerstedt (1806), der anschließende Rückzug v. Blüchers nach Norddeutschland, die Schlacht bei Lübeck sowie die Eroberung und Besetzung der Stadt durch die Truppen Napoleons (6. November 1806) schließlich im Januar 1811 das vorübergehende Ende des selbständigen Lübecker Gemeinwesens.

## Die Schlacht von Lübeck am 6. November 1806
Siehe auch: Schlacht bei Lübeck

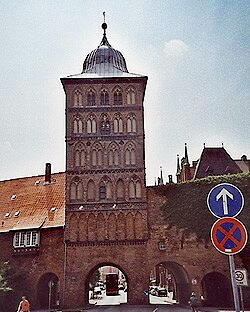
Das umkämpfte Burgtor heute

Die Stadt Lübeck war seit ihrer Befreiung von dänischer Herrschaft (1201–1225) von keiner feindlichen Macht erobert worden. Die seit der Mitte des 17. Jahrhunderts verfolgte Neutralität wurde durch eine enge Anlehnung an Kaiser und Reich sowie nach dem Ausbruch des Krieges gegen das revolutionäre Frankreich seit 1795 durch Bestechungen französischer Politiker gesichert. Die Situation änderte sich nach dem Untergang des Heiligen Römischen Reichs im August 1806, womit der Schutz durch die Reichsinstitutionen entfiel, und durch die Niederlage der preußischen Armee in einer Doppelschlacht bei Jena und Auerstedt am 14. Oktober gegen die napoleonischen Truppen. Bedroht vom Anmarsch der Reste der preußischen Armee unter Führung Blüchers und der ihn verfolgenden drei französischen Armeekorps zog sich ein im Herzogtum Lauenburg stehendes kleines schwedisches Truppenkontingent unter Oberst Carl Axel von Morian unter Verletzung der Neutralität durch Lübeck zurück und beschädigte dabei am 3. November das Burgtor und das Mühlentor, verhielt sich sonst aber vorbildlich. Die aus Richtung Mecklenburg von Osten anrückenden preußischen Truppen erreichten am 5. November gegen 10 Uhr die Stadt und drangen unter Gewaltandrohung und Verletzung der Neutralität Lübecks in die Stadt ein. Die Stärke der preußischen Truppe entsprach in etwa der Einwohnerzahl der Stadt zu dieser Zeit, und ihre Einquartierung geriet zum Chaos. Blücher setzte sich hierbei über die Vorbehalte des Senats der Stadt hinweg.
Am nächsten Morgen erreichten die verfolgenden französischen Truppen in einer Stärke von 53.000 Mann unter Führung der Marschälle Bernadotte, Murat (des Schwagers Napoleons) und Soult die Stadt und eröffneten den Kampf, wobei Bernadotte den Angriff auf das nördliche Burgtor, Murat den auf das östliche Hüxtertor und Soult den auf das südliche Mühlentor anführte.
Entgegen den Befehlen v. Blüchers und v. Scharnhorsts hatte der für die Verteidigung des Burgtors zuständige Schwarze Herzog Friedrich Wilhelm von Braunschweig-Lüneburg-Oels seine Truppen außerhalb des Tores stehen, so dass die Franzosen bei deren Rückzug durch das Burgtor in die Stadt eindringen konnten. Es entbrannten heftige Straßen- und Häuserkämpfe in der Großen Burgstraße und am Koberg. Gegen Mittag drangen die Franzosen durch alle drei der angegriffenen Stadttore in die Stadt ein und die Preußen unter Blücher flohen durch das westliche Holstentor nach Norden über Bad Schwartau nach Ratekau im Fürstentum Lübeck, da ihnen auch der Weg ins dänische Holstein verwehrt war. Scharnhorst und Yorck wurden von den Franzosen mit 5.000 weiteren preußischen Soldaten gefangen genommen. Die schwedischen Soldaten – die sich zwei Tage zuvor eingeschifft hatten, sich wegen widriger Winde aber noch auf der Trave befanden – gerieten ebenfalls unter Feuer und in Gefangenschaft. Am Abend des Tages war Lübeck französisch besetzt.
Nach der Tags zuvor erlebten preußischen Besetzung durch die ausgemergelten Truppen von Blüchers und den blutigen Straßenkämpfen kam es nun zu einer drei- bis viertägigen Plünderung durch die Franzosen und zu Übergriffen auf die Zivilbevölkerung. Diese Ereignisse machte der in Lübeck lebende Gelehrte und Emigrant Charles de Villers durch seinen in ganz Europa verbreiteten Brief an die Gräfin Fanny de Beauharnais, eine Angehörige der Familie der Frau Napoleons, bekannt; der Brief ist eine wichtige und kritische Quelle für jene Tage.
Villers Brief erzielte allerdings nicht die erhoffte Wirkung. Statt Napoleon für das misshandelte Lübeck einzunehmen, drohte dieser dem Autor mit Verhaftung. Eine am 12. November zu Napoleon nach Berlin entsandte Delegation des Senats wurde am 18. November empfangen. Der Kaiser behandelte die Gesandten jedoch kühl und versprach nichts.
Die Herausforderung des Umgangs mit den 3000 Toten und ungezählten Verletzten führte zu einem Zusammenrücken der Lübecker Ärzte und letztlich in der Folge im Jahr 1809 zur Gründung des Ärztlichen Vereins zu Lübeck.

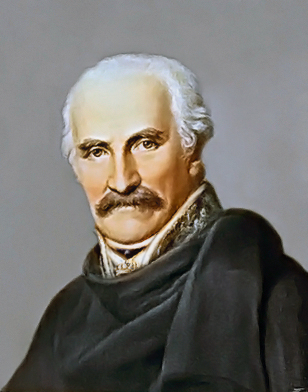
Blücher
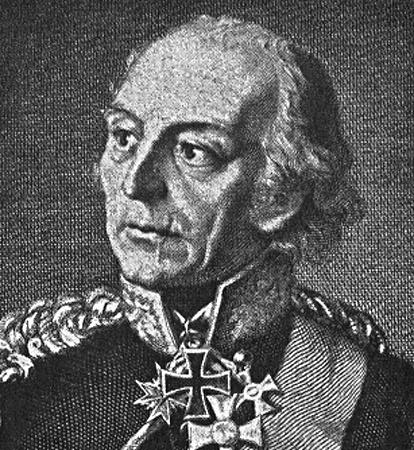
Yorck
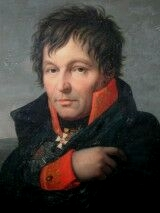
Scharnhorst
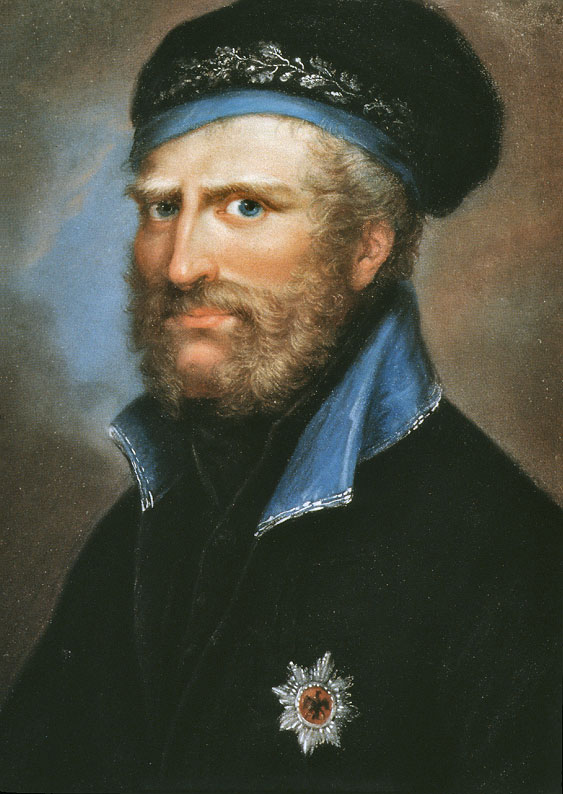
Braunschweig-Oels

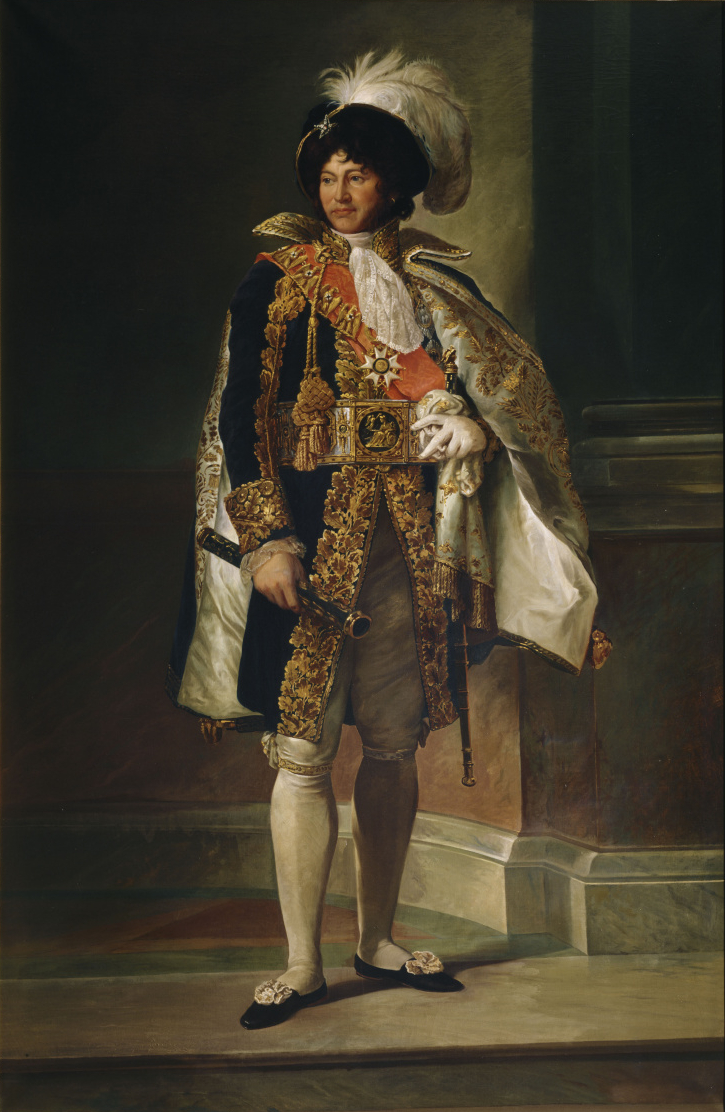
Murat
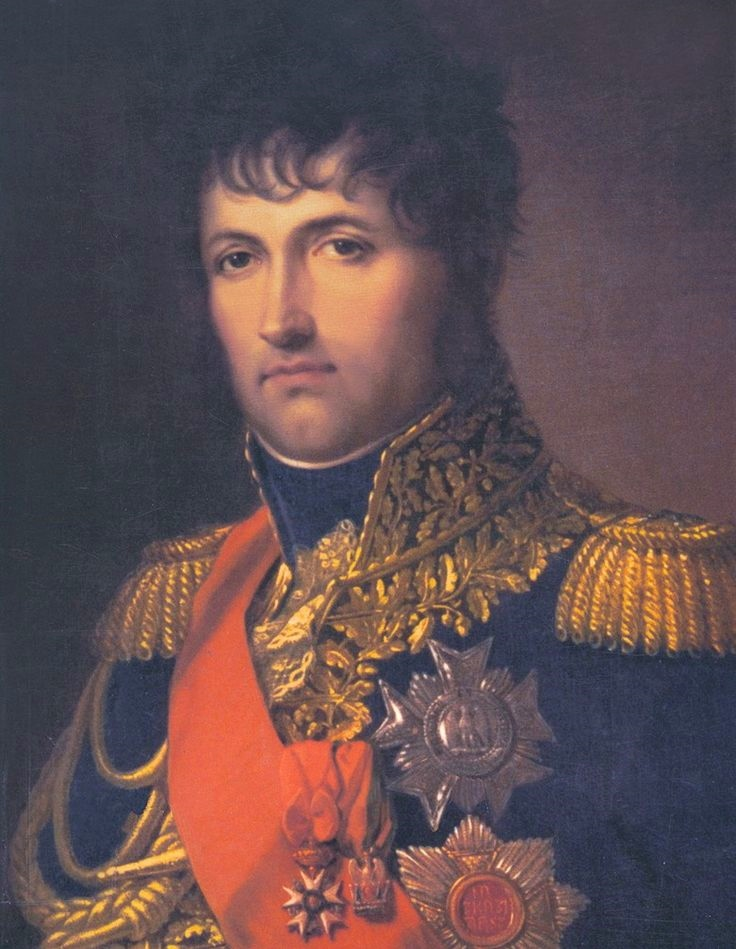
Soult
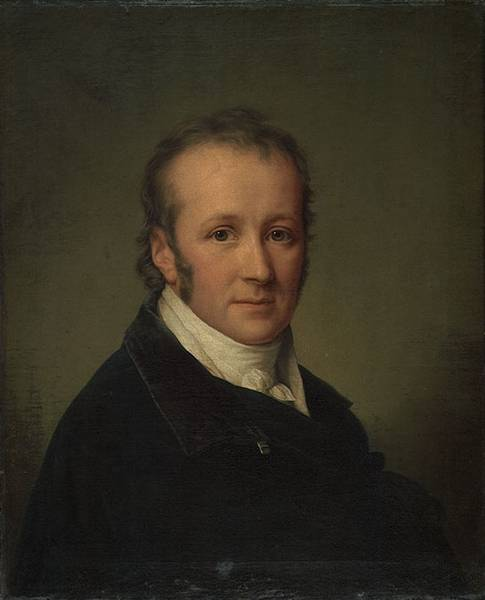
Charles de Villers, porträtiert von Friedrich Carl Gröger

## Französische Besatzung
Nach der Niederlage in Lübeck gelang es Blücher, mit etwa 9.400 Mann aus der Stadt zu fliehen (am 29. Oktober hatte er noch 10.500 Soldaten gehabt). Eine Flucht über die Ostsee nach Ostpreußen, wie von Blücher geplant, scheiterte am Mangel an Schiffen. In dieser aussichtslosen Position unterschrieb Blücher am 7. November im damaligen Ratekauer Pastorat eine Kapitulationsurkunde mit dem Zusatz, er habe sich nur wegen Mangel an Brot und Munition ergeben. In Ratekau erinnert bis heute die „Blücher Eiche“ in der Nähe des alten Pastorats an diese Kapitulation und die Gefangennahme Blüchers.
In Lübeck konnte de Villers, Gast im Hause des Lübecker Bürgermeisters Mattheus Rodde und dessen Ehefrau Dorothea Schlözer, über den in demselben Haus aufgenommenen Marschall Bernadotte einige der Übergriffe in der ersten Besatzungsphase abmildern; später suchte der Publizist und als Agent der Städte Bremen und Lübeck handelnde Johann Georg Kerner während der „Franzosenzeit“ allzu harte Maßnahmen der französischen Behörden zu lindern. Am 8. November erließ Bernadotte per Tagesbefehl ein Plünderungsverbot und setzte Kriegsgerichte ein, die die Todesstrafe aussprechen sollten und die Stadt unter den Schutz Kaisers Napoleon stellten. Die unmittelbaren, zählbaren Verluste – neben 18 getöteten Stadtbewohnern – durch die Schlacht und die anschließenden Belastungen schätzte eine Kommission wie folgt:
| Verluste in Francs | durch                                                                       |
| ------------------ | --------------------------------------------------------------------------- |
| 6.607.051          | Plünderungen                                                                |
| 1.767.124          | Einquartierungen                                                            |
| 552.251            | Ausstattung der Spitäler                                                    |
| 192.000            | Tafelgelder für höhere Militärpersonen                                      |
| 858.357            | Lieferungen an franz. Truppen (z. B. Capots, Schuhe, Lebensmittel, Fourage) |
| 11.252.380         | Gesamtverlust                                                               |

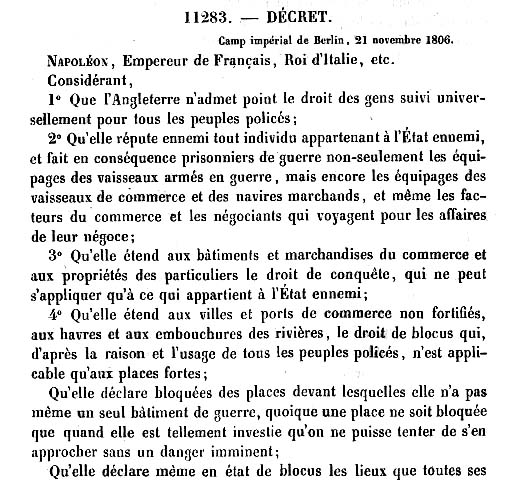
Berliner Dekret von Nov. 1806

Diese Schadensliste ist jedoch unvollständig, da die Kommission aus Rücksicht auf hohe französische Offiziere nicht alle Geld- und Sachgeschenke aufführte. So erhielt Bernadotte 100.000 Francs und zwei Pferde; insgesamt summierten sich diese „Gaben“ bis September 1809 noch einmal auf 398.210 Mark lübisch Courant.
Am 16. November 1806 erreichte eine von Lübecker Senat und Bürgerschaft entsandte Delegation Berlin, welche aus dem Senator Rodde als Vorstand, dem Senator Overbeck sowie den Kaufleuten Gaedertz und Müller bestand. Hier erhoffte man sich durch persönliche Vorsprache bei Napoleon und diversen Ministern eine Besserung von Lübecks Schicksal. Auch eine persönliche Audienz der Delegation beim Kaiser erreichte jedoch keine Verbesserung der Lage.
Am 28. November 1806 ließ Napoleon durch General Buget die Stadt formell in Besitz nehmen, wobei er die bestehenden Behörden anerkannte. Frankreich verfügte, dass Lübecks Kaufleute alle britischen Handelsgüter, die sie in der Stadt lagerten, der Zollbehörde zu melden hatten. Diese Anordnung folgte dem Berliner Dekret Napoleons vom 21. November 1806, mit dem er die Kontinentalsperre als Wirtschaftsblockade gegen die britischen Inseln in die Wege geleitet hatte (Festlandssperre). Diese Regelungen betrafen Lübeck, da Großbritannien nach der Besetzung Hollands durch französische Truppen seine Ausfuhr nach Deutschland in die Hansestädte Hamburg und Bremen, nach der Blockade von Elbe und Weser nach Lübeck umgelenkt hatte. Grund für Napoleons Handelsembargo war die anhaltende machtpolitische Rivalität mit Großbritannien. Das Berliner Dekret, das am 27. November und in den folgenden Ausgaben der Lübeckischen Anzeigen veröffentlicht wurde, enthielt folgende Neuerungen:
- Die britischen Inseln wurden für blockiert erklärt.
- Jeder Handel und jede Korrespondenz mit Großbritannien wurde verboten.
- Jeder in besetzten Ländern angetroffene Brite war als Kriegsgefangener zu behandeln.
- Alles britische Eigentum wurde beschlagnahmt.
- Dasselbe galt für Waren aus britischen Kolonien oder Fabriken.
- Kein Schiff aus Großbritannien oder aus britischen Kolonien durfte einen französisch besetzten Hafen anlaufen.
- Dagegen verstoßende Schiffe wurden als britische Schiffe betrachtet und beschlagnahmt.

Am 25. März 1807 konkretisierte Napoleon das Berliner Dekret:
- Ballastschiffe durften nur auslaufen, wenn der Beweis erbracht wurde, dass kein britischer Hafen angelaufen werden sollte.
- Es musste eine Bürgschaft in Höhe des vollen Schiffswertes hinterlegt werden – das galt auch für beladene Schiffe.
- Auslaufende Schiffe wurden von Douanen (Zollsoldaten) durchsucht.
- Einlaufende Schiffe wurden auf der Trave von Travemünde bis Lübeck von Militärs begleitet.
- Die Schiffe durften erst nach der Douanenkontrolle entladen werden, wenn feststand, dass die Ladung den Schiffspapieren entsprach.
- Wenn auch nur eine unerlaubte Ware gefunden wurde, wurde das ganze Schiff beschlagnahmt.[11]

Mit dem Mailänder Dekret vom 25. November 1807 weitete Napoleon die Kontinentalsperre auch auf die neutrale Schifffahrt aus und ergänzte: Britische Ware auf neutralen Schiffen wurde auch beschlagnahmt. Weitere graduelle Verschärfungen folgten. Mit dem Dekret von Trianon am 5. August 1810 ließ Napoleon einen 50%igen Zoll auf sämtliche Importprodukte ungeachtet ihres Ursprungs erheben.
Wirtschaftlich wurden die Stadt Lübeck und ihre Bürger in der Zeit von 1806 bis 1813 völlig ausgeblutet. Als Reaktion auf die französische Inbesitznahme des Kurfürstentums Hannover 1803 – womit in Norddeutschland die „Franzosenzeit“ begann – hatte Großbritannien die Mündung von Weser und Elbe gesperrt, so dass Lübeck hieraus den Nutzen und Wohlstand zog und den gesamten Handel mit dem Norden übernahm, was ihren Hafen zu klein werden ließ, der deswegen bis zur Ballastkuhle ausgedehnt wurde. Die darauf wachsenden Zolleinnahmen und die Zahlen der ein- und auslaufenden Schiffe verdeutlichten den Aufschwung, der der Bevölkerung einen großen Verdienstzuwachs bescherte (siehe Tabelle).
Dagegen kam der Lübecker Seehandel und damit die Schiffsbewegungen im Lübecker Hafen in den Jahren von 1807 bis 1813 völlig zum Erliegen. Die Handelsstadt war während dieser Zeit praktisch von allen Einnahmen abgeschnitten.
| Lübecker Hafen: | einlaufende Schiffe | auslaufende Schiffe | Zolleinnahmen (Mark Lübeck) |
| --------------- | ------------------- | ------------------- | --------------------------- |
| 1800            | 1008                | 980                 |                             |
| 1802            |                     |                     | 39.000                      |
| 1803            |                     |                     | 64.000                      |
| 1804            |                     |                     | 93.000                      |
| 1805            | 1500                | 1500                | 63.000                      |
| 1806            | 1508                | 1540                | 52.000                      |
| 1807            | 389                 | 406                 | 28.000                      |
| 1808            | 51                  | 58                  | 5,457                       |
| 1809            | 86                  | 110                 | 2.563                       |
| 1810            | 78                  | 70                  | 2.112                       |

Die im Jahre 1810 78 ankommenden Schiffe waren durchweg kleine dänische Küstenfahrer, was verdeutlicht, dass von Jahr zu Jahr die Verhältnisse drückender geworden waren. Weil sich in Lübeck statt der geforderten 400 nur 130–140 Seeleute für die französische Marine gemeldet hatten, war am 17. Juni 1808 der Lübecker Hafen gesperrt worden – auch für Lebensmittel und Fischerei. Zur Verbesserung der Versorgungslage wurde die Wiederaufnahme der Route des Küstenbetriebes nach Wismar und Neustadt für Lebensmittel und Holz im November genehmigt. Den Eid der Schiffer auf die Einhaltung der französischen Gesetze nahm der Lübecker Senat ab. Doch durch Vorschriften der verschiedensten Art erschwerte Napoleon den Handel vielgestaltig. Im Februar 1809 wurde die Linie Lübeck-Wismar-Neustadt von Napoleon wieder eingestellt Lübecks eigenen Waldbestände wurden von den verschiedensten Truppenverbänden stark in Anspruch genommen.
Durch die Kaperei, die Frankreich, Großbritannien, Dänemark und Schweden auf der Ostsee betrieben, wurde die wirtschaftliche Lage noch verschlechtert, da sie die Versicherungspolicen bis auf das Zehnfache der Werte vor 1806 ansteigen ließ. Die ernste Krise, die in der Zeit von 1808 bis 1813 mit rund 200 Bankrotten einherging, begleitete viele gesellschaftliche Umwälzungen, und die bisherige territoriale und politische Ordnung wurden umgeworfen. Die ständisch organisierten deutschen Länder, welche aufgeklärt-absolutistisch beherrscht wurden, sahen sich mit dem modernen, liberalen Frankreich gesellschaftlich und ökonomisch konfrontiert. In dem von französischen Truppen besetzten Lübeck wurde das Gerichtswesen modernisiert und Galgen und Schandsäulen abgeschafft. Die Eideskapelle des Lübecker Rats musste in Hamburg abgeliefert werden. Die Gewerbefreiheit wurde eingeführt. Höhere Steuern (Grundsteuer, Personensteuer, Mobiliarsteuer, Spielkartensteuer, Tür- und Fenstersteuern, Handels- und Gewerbesteuern, Torgelder, Stempelsteuer und eine Reihe Zuschlagssteuern), die zum Teil auch neu waren, mussten entrichtet werden. Das öffentliche Glücksspiel (Travemünde) und die kaiserliche, staatliche Zahlenlotterie wurde in ganz Lübeck in der „Franzosenzeit“ eingeführt. Das Katharineum, das aus Schule und Kirche bestand, wurde in ein Lazarett umgewandelt. Seit 1806 befand sich die Kirche Sankt Katharinen im Besitz der Stadt. Sie diente seit der Franzosenzeit sehr unterschiedlichen Zwecken. Ein Teil der 200 Zuchthäusler, die am 4. Dezember 1812 aus Hamburg in die Stadt überführt wurden, wurden dort untergebracht; auch Pferde der napoleonischen Truppen sollen in ihr Quartier gefunden haben. Aufwändige Arbeiten wurden vorgenommen: Der Jerusalemsberg in Lübeck war ursprünglich wohl höher als heute und wurde in der Franzosenzeit geschleift. Buchdruckereien und Buchhändler wurden scharf überwacht. Das Vereins- und Versammlungsrecht wurde eingeschränkt. So sollte beispielsweise auf unangemeldete Gruppen, die aus mehr als drei Personen bestanden, geschossen werden. Das Briefgeheimnis wurde nicht gewahrt.

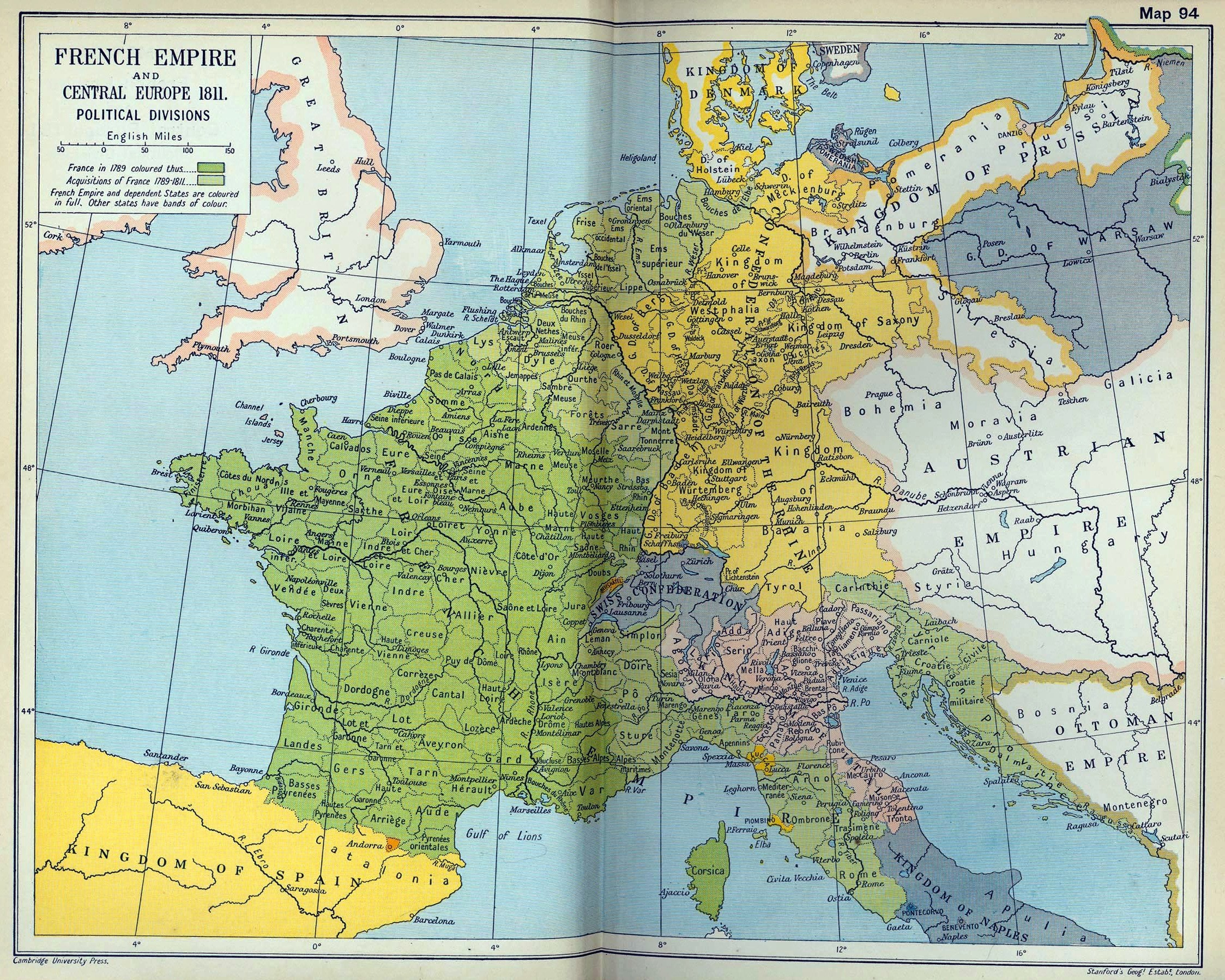
Französisches Kaiserreich von 1811 in Zentraleuropa

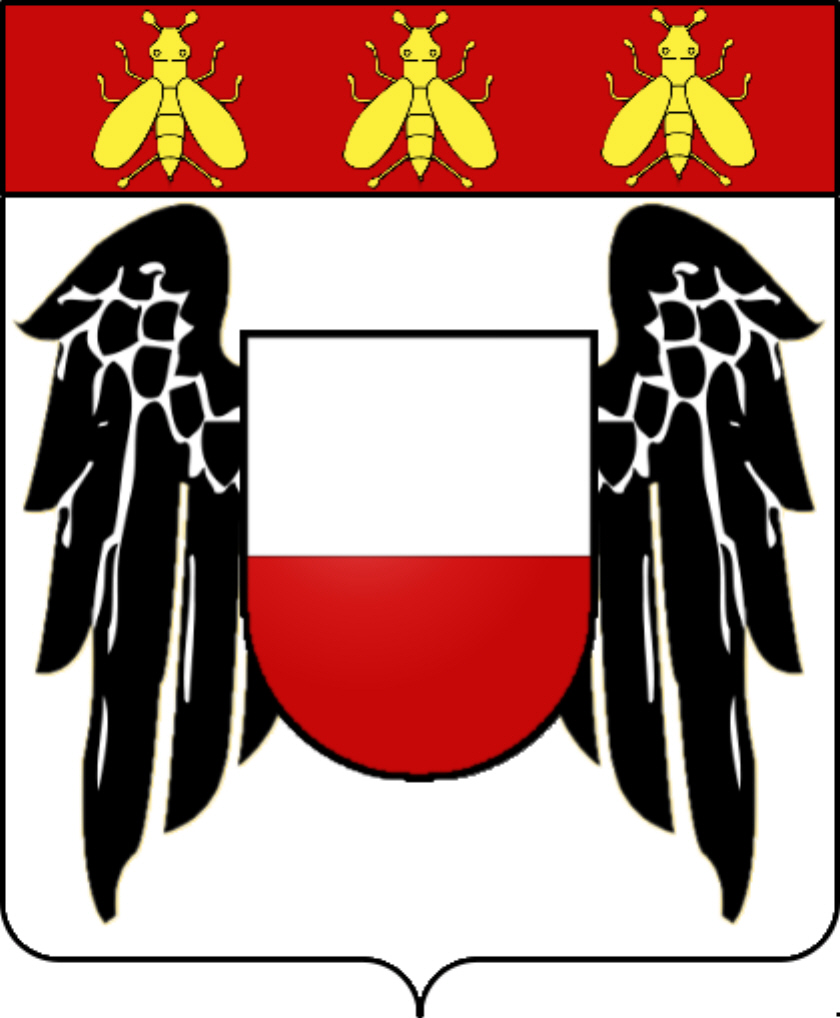
Wappen Lübecks als bonne ville de l'Empire français

Als Folge auf die Dekrete Napoleons aus dem Jahr 1806 versuchte Großbritannien mit Erfolg, u. a. den Lübecker Handel mit Frankreich über See zu verhindern, so dass der seit 1716 bestehende Handelsvertrag mit Frankreich nicht mehr erfüllt werden konnte. Als ein Resultat der britischen Seeblockade erhöhten sich die Preise für Wein, der vorzugsweise aus Frankreich importiert wurde, und die Kosten für Kolonialwaren, welche fast ausschließlich von Großbritannien bezogen wurden in Lübeck immens. Da die Stadt und ihre Dörfer über den gesamten Zeitraum der Besetzung von vielen, vorwiegend französischen, Militärs und Zöllnern kontrolliert wurde – was auch den Schmuggel erheblich erschwerte –, waren die amtlichen Überprüfungen häufig und penibel bis willkürlich, weil jedem Douanier bis zu 20 % der von ihm eingezogenen Ware zustand. Hohe Kontributionen und Tafelgelder für höhere Militärpersonen waren zu entrichten, mit denen der Bevölkerung die Besatzungskosten auferlegt wurden.
Das Gemeinwesen brauchte bis weit in die zweite Hälfte des 19. Jahrhunderts, um die durch die Schlacht von 1806 in ihren Toren und die anschließende Besatzung entstandenen Staatsschulden zu konsolidieren. Alte Schulden sowie neue Darlehen bereiteten der Stadtkasse finanzielle Probleme. Lübeck spürte immer noch die Folgen des Dreißigjährigen Krieges, und im Jahre 1806 beliefen sich die Schulden der Stadt bereits auf sechs bis sieben Millionen Mark Lüb. Die Verluste und Ausgaben der Stadt seit dem November 1806 betrugen fast 17 Millionen Mark.
Bis 1810 blieb der Freistaat Lübeck ein militärisch okkupiertes Gebiet. Angekündigte Einquartierungserleichterungen kamen nicht. Die Besatzer beschlagnahmten willkürlich im November 1806 insgesamt 38 preußische, russische und schwedische Schiffe im Lübecker Hafen und die Schiffe und Ladungen wurden für 600.000 Francs verkauft. Vom Erlös ging nur etwa der vierte Teil in die französische Staatskasse. Der größte Teil der Summe floss in die Privatschatullen von Bernadotte und anderen hohen französischen Offizieren. Als Antwort blockierten die Schweden den Lübecker Hafen und hinderte 16 Lübecker Schiffe an der Weiterfahrt. Diese Umstände führten dazu, dass der Lübecker Hafen von anderen Seeleuten nicht angelaufen wurde und sich der Handel und die Ernährungslage zuspitzten. Die Manufakturen und andere Gewerbe litten an Rohstoffknappheit.
Um den daniederliegenden Seehandel, der neben dem Landhandel die Haupterwerbsquellen der Lübecker war, wieder zu fördern, verfolgte Napoleon zunächst ein ausgedehntes Kanalprojekt, das am Erfolg des französischen Vorbildes ausgerichtet war. Sein Ziel war es, Frankreich – mit Paris als Warenzentrum Europas – einen Handelsweg mit Rohstoffen aus dem Norden sicherzustellen und die Versorgung mit Gütern aus den Ostseeländern außerhalb des britischen Einflussbereichs zu gewährleisten. Innerhalb von fünf Jahren sollte ein Kanalweg von der Ostsee bis an die Seine gebaut werden. Planmäßig war der Stecknitzkanal als Endstück eines Canal de la Seine à la Baltique, auszubauen und zwischen Elbe, Weser und Ems sollten neue Kanäle ausgehoben werden. Napoleon ließ aber trotz Unterstützung der Lübecker das gesamte Konzept fallen.

## Lübeck als Stadt im Französischen Kaiserreich (1811–1813)

Seevermessungs-Karte Lübecker Bucht – 1811, 1815

Am 1. Januar 1811 wurde Lübeck als eine Bonne ville de l’Empire français Teil des Französischen Kaiserreichs und Hauptort eines Arrondissement des nordöstlichsten französischen Départements, des Département des Bouches de l’Elbe, unter dem in Hamburg als Sitz des Départements agierenden Generalgouverneur Louis-Nicolas Davout und dem Präfekten Patrice de Coninck. Der Lübecker Rat wurde aufgelöst, an die Stelle der Bürgerschaft trat ein Munizipalrat. Der oberste Verwaltungsbeamte für das Arrondissement Lübeck war der vom Kaiser ernannte Unterpräfekt Himbert de Flégny. Zum Maire (Bürgermeister) wurde zunächst der Lübecker Bürgermeister Johann Matthaeus Tesdorpf bestellt, dann der Stadtsyndikus Anton Diedrich Gütschow; Kämmerer wurde der bisherige Senator Christian Adolph Overbeck. Zu den gravierendsten Neuerungen zählten die Trennung von Verwaltung und Justiz sowie die Ablösung des jahrhundertealten Lübischen Rechts durch den modernen Code Napoléon (vgl. Gerichtsorganisation der Hanseatischen Departements). Alle Einwohner waren nun den früher privilegierten Bürgern gleichgestellt.
Zwischen 1811 und 1812 lief kein einziges Schiff den Lübecker Hafen an. Nicht nur die Konsequenz der verhassten Eingliederung in das französische Staatswesen ist aus heutiger Sicht beeindruckend, es setzte auch unverzüglich ein gewaltiger Planungsprozess ein, der die Schaffung einer neuen Infrastruktur zum Gegenstand hatte. Auf Lübeck bezogen waren dies als Planstudien nach umfangreichen, durchgeführten Vermessungsarbeiten:
- Der Plan des Baus eines Kanals von Paris an die Ostsee, im Teilstück zwischen Lübeck und der Elbe durch Ausbau des Stecknitzkanals.
- Der Ausbau des Hemmelsdorfer Sees zu einem neuen Kriegshafen.
- Der Plan des Baus eines Kanals zwischen der Nordsee und der Lübecker Bucht der Ostsee unter Nutzung der Trasse des Alster-Beste-Kanals.

Für den Bau eines Kriegshafens führten die Franzosen um 1810 detaillierte Vermessungsarbeiten in der Lübecker Bucht durch, deren Ergebnisse in einer Vermessungskarte von 1811 dokumentiert wurden.

## Befreiung
Nach dem Einmarsch des in russischen Diensten stehenden Oberst Tettenborn in die benachbarte Schwesterstadt Hamburg am 18. März 1813 schien die Freiheit wiedererlangt. Am Tag darauf traten der Lübecker Maire Tesdorpf und der gesamte Munizipalrat (Stadtrat) zurück, und Rat wie Bürgerschaft wurden unter Tesdorpf, nun erneut als Bürgermeister, wiederhergestellt. Die Hansestädte gründeten die Hanseatische Legion, die dem russischen Armeekorps des Generals Ludwig von Wallmoden-Gimborn, der Nordarmee, unterstellt wurde; in Lübeck wurde sofort eine einheimische Bürgerwehr gebildet. Damit war die erste Besetzung Lübecks durch die Franzosen beendet.
Die ersehnte Freiheit war indes von kurzer Dauer, denn bereits am 3. Juni – am Nachmittag des Tages waren die Kosaken abgezogen – wurde Lübeck abends erneut von den mit Frankreich verbündeten Truppen Dänemarks (1600 Dragonern) besetzt, und die französische Besatzung kehrte kurz darauf zurück. Bei der Musterung von Soldaten auf dem Markt kam es zu einem unglücklichen Zwischenfall, in dessen Konsequenz der Knochenhauer Jürgen Paul Prahl auf dem Wall bei dem Mühlentor standrechtlich erschossen wurde. Ein Denkmal erinnert noch heute an dieser Stelle an die Hinrichtung. Nach der Völkerschlacht bei Leipzig erhielt Davout den Befehl, die Festung Hamburg in jedem Fall zu halten, er zog daraufhin seine Truppen um Hamburg zusammen, so dass die Stadt Lübeck bereits am 5. Dezember 1813 durch den französischen General Lallemand an seinen früheren Mitstreiter Bernadotte, jetzt als schwedischer Kronprinz, Gegner Napoleons und Befreier Lübecks, übergeben werden musste.
Das holsteinische Umland Lübecks hatte im folgenden Winter 1813/14 (Kosakenwinter) und nach dem Kieler Frieden vom 14. Januar 1814 erheblich unter den Befreiern unter dem Befehl von Levin August von Bennigsen zu leiden.
Im Februar 1814 wurde der schwedische General Eberhard Ernst Gotthard von Vegesack zum Militärgouverneur von Lübeck ernannt.

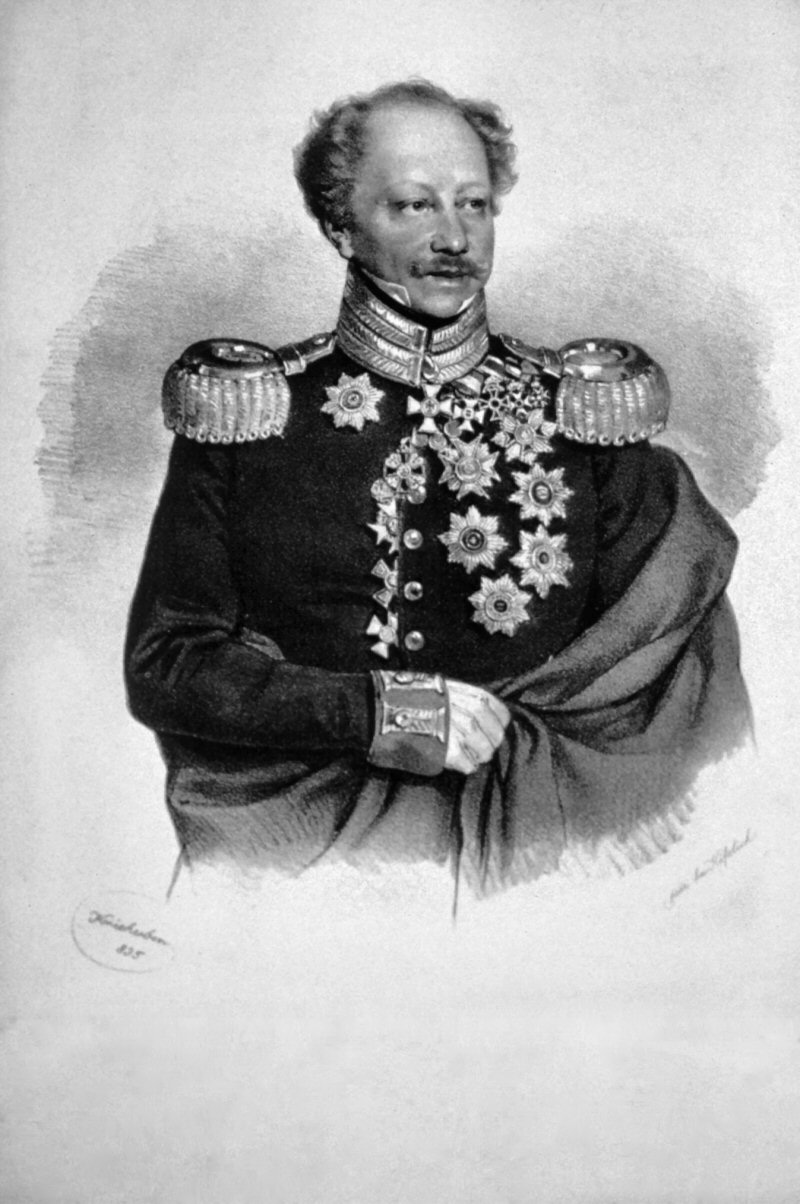
Tettenborn
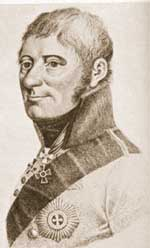
Bennigsen
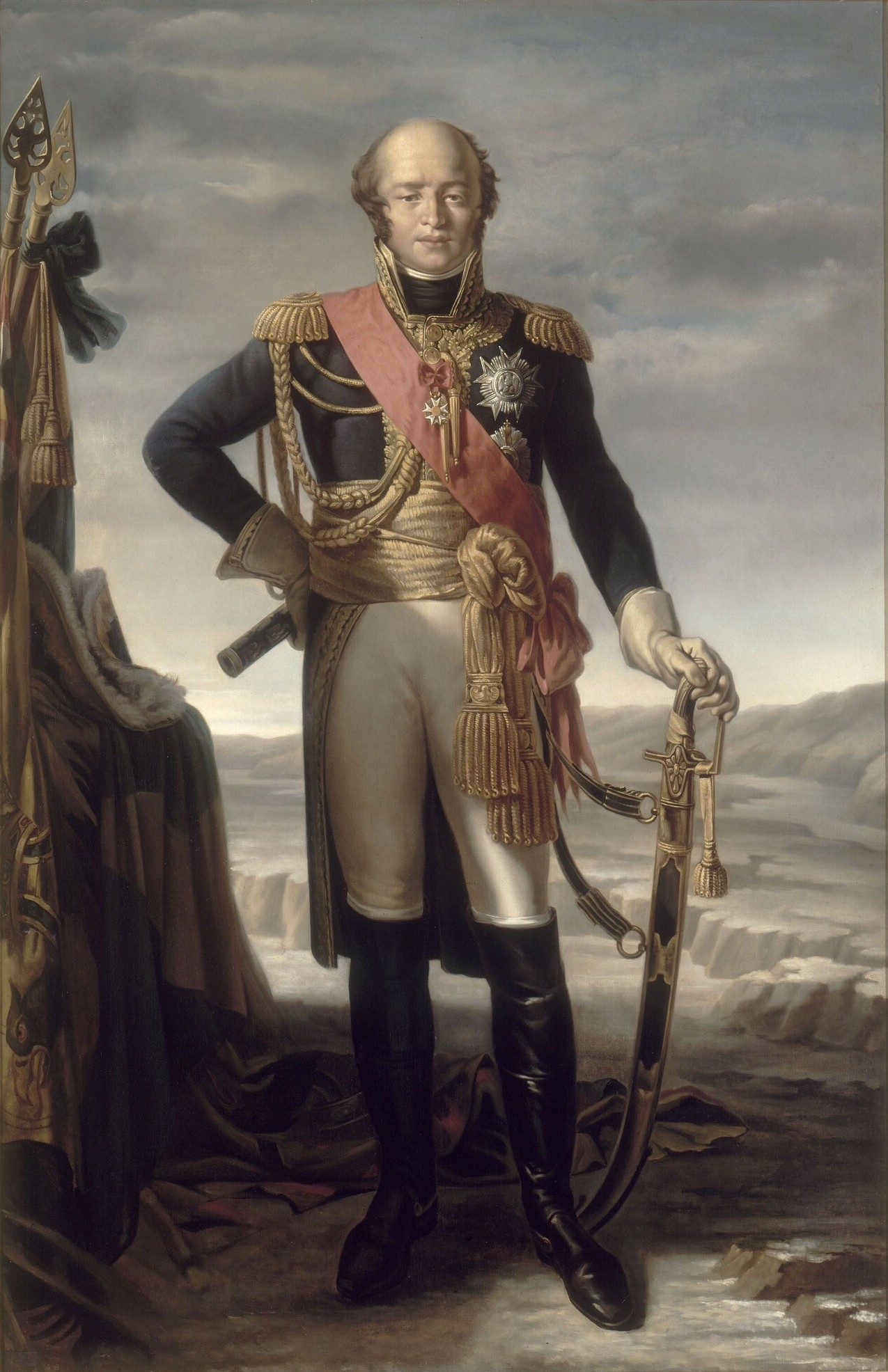
Davout
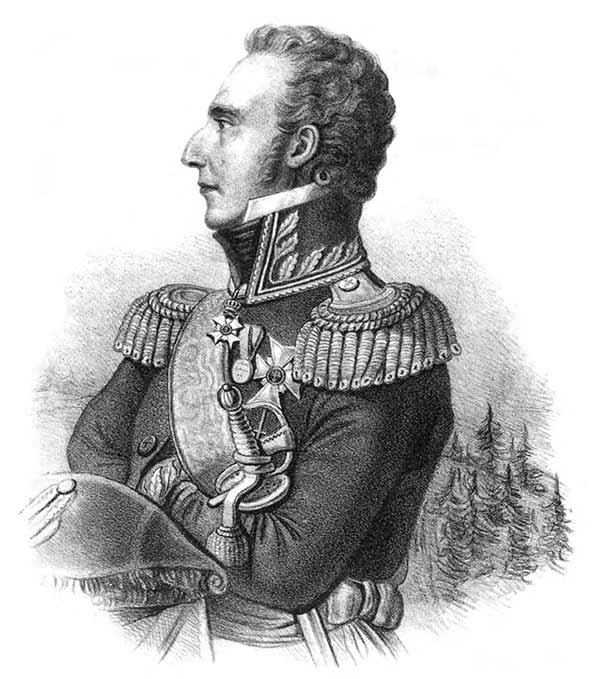
Vegesack

## Nachwirkungen

### In Lübeck

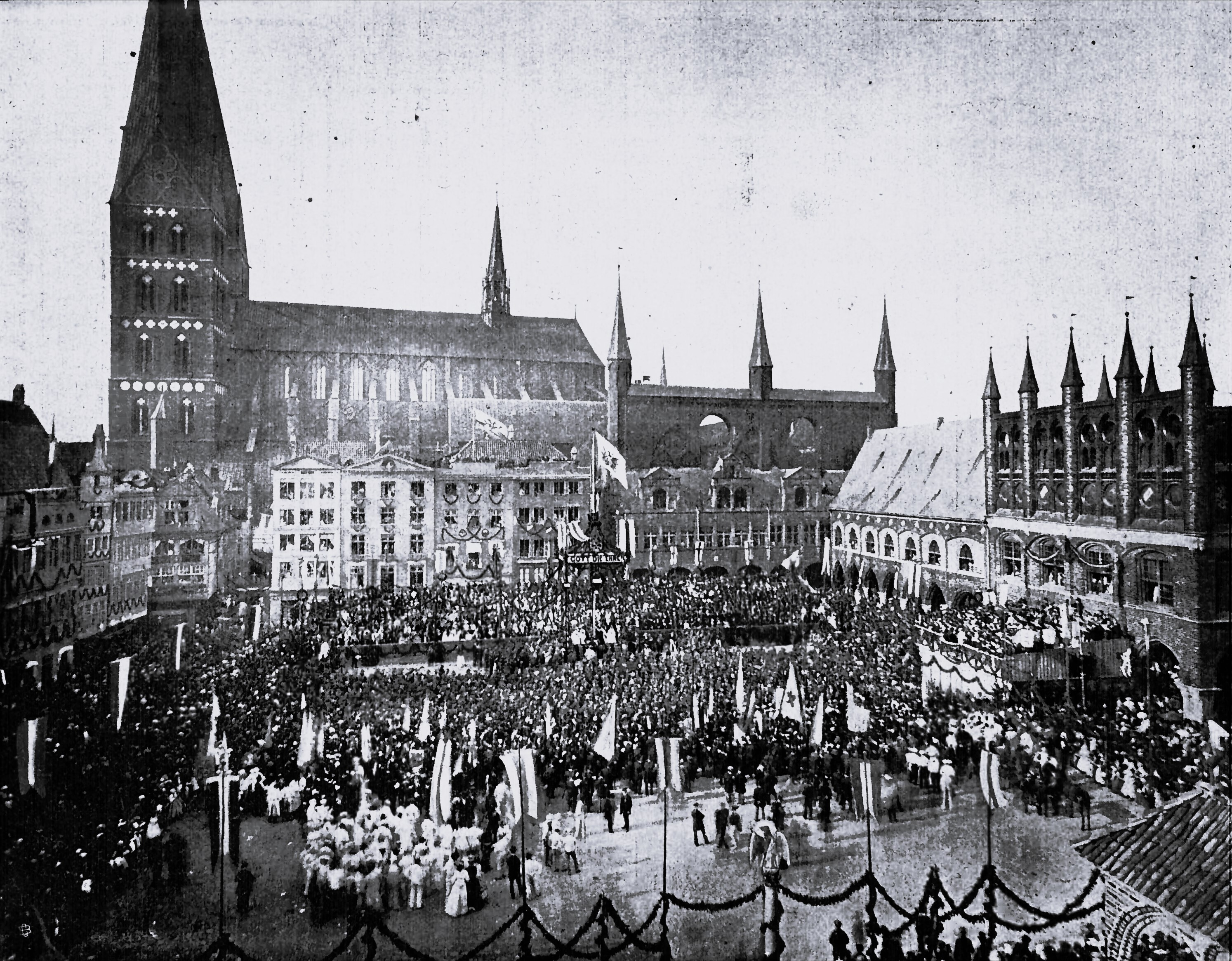
Einzug der siegreichen deutschen Truppen nach dem Deutsch-Französischen Krieg am 18. Juni 1871 in Lübeck

Folge der Befreiung war, wie auch in den Schwesterstädten Hamburg und Bremen, eine umgehende Restauration der Verhältnisse, d. h. der alte Rat wurde 1814 endgültig wieder eingesetzt. Insbesondere wurde der vorherige Rechtszustand weitgehend wiederhergestellt. Eine kritische Würdigung geschweige denn Übernahme von moderneren Einrichtungen des französischen Staatswesen unterblieb angesichts des im 19. Jahrhundert anhaltenden Hasses auf die Besatzer und ihre Verbündeten. In zahlreichen Briefen und Eingaben aus dieser Epoche findet sich der ins Plattdeutsche übernommene Ausdruck „Rampelsant“ für den französischen Begriff Remplaçant für Ersatzmann. Seit der „Franzosenzeit“ wurde z. B. auf alles Festliche bei der Wakenitzbereisung verzichtet, während die Bereisung früher mit vielen Feierlichkeiten verbunden war. Der Zweite Pariser Frieden (1815) setzte Reparationszahlungen Frankreichs auch an Lübeck fest, die jedoch von der Höhe her nicht annähernd geeignet waren, den durch die Besatzung und Ausplünderung entstandenen Schaden auszugleichen.
Die Schuldenlast, die seit der Franzosenzeit auf der Stadt lastete, war ungeheuer, und so stand die Überwindung des Staatsbankrotts und die Wiedererlangung der Kapitalmarktfähigkeit für die nächsten Dekaden im Vordergrund aller Überlegungen der Politik des Lübecker Staates. Die Lübecker Schulden beliefen sich auf knapp 10 Millionen Mark. Sie wurden auf niedrigem Zinsniveau unkündbar gestellt und konnten erst in der Zeit von 1837 bis 1881 zurückgezahlt werden.

### In Paris
Nach dem Ersten Weltkrieg wurden in Paris fast alle auf Deutschland hindeutenden Straßennamen getilgt. Erhalten blieben jedoch solche, welche an für das Empire siegreiche Schlachten erinnern: So etwa die  Avenue de Friedland oder die Avenue d'Iéna.
Im 16. Arrondissement, in der Nähe des Trocadéro, befindet sich die Rue de Lubeck.

## Anschauungsmaterial in Lübeck
1. St.-Annen-Museum
- Im „englischen Zimmer“: Blücher-Büste
- Gemälde der Schlacht vom 6. November 1806

2. St.-Annen-Magazin
- a. Jeu de la Revolution française
- b. Schrank Nr. 73, Schublade „Uniformen“:
  - Abb. unterschiedlicher Uniformen der damaligen Zeit
  - satirische Darstellung „Freiwilliger Rückzug der großen französischen Armee“ (Nr. 601, Hinweis: Das 29. Bulletin, in dem über die Ereignisse von Lübeck berichtet wurde, dient als Einwickelpapier)
- c. Schrank Nr. 72, Schublade „Modekupfer 1800–1819“
  - Le Journal des Dames et des Modes 1811, 4 Bände mit zahlr. Abb.
  - Mode der Zeit (franz. und deutsch)
- d. Schrank rechts neben der 97, Kasten „Historische Ereignisse bis 18. Jahrhundert und Franzosenzeit“
  - Zwei farbige Wappen der kaiserl. franz. Stadt Lübeck (Orig.)
  - Bekanntmachungen, Ankündigungen, Militärpapiere… (Orig.)
  - Kriegslieder
  - Verschiedene Bilder der Schlacht (Orig. und Fotos von Orig.)
  - Große, farbige Karte Combat de Lübeck

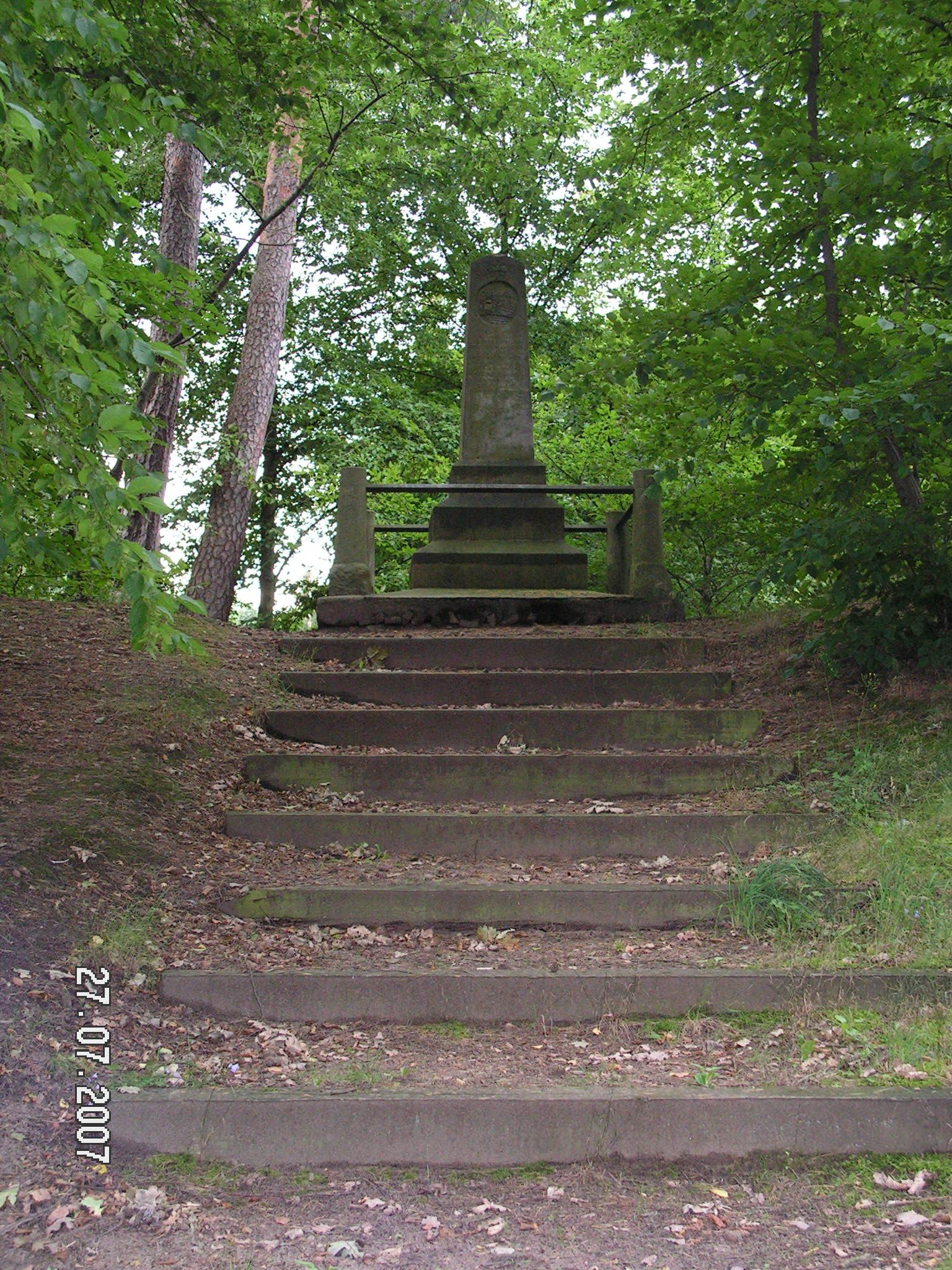
Gedenkstein von Arnim in Wesloe

- - Abb. und Text des v. Arnim-Denkmales, Text zum Lebenslauf

3. Holstentor-Museum
- erstes Obergeschoss, südlicher Turm, Bürgermilitär (Uniform)
- ebd., Bürgerwache (Waffen, Ausstattung)
- Südlicher Turm, oben: Lübecker Adler (datiert 5. Dezember 1813)

4. Stadtbibliothek
- a. Mikrofilme: Lübeckische Anzeigen
- b. Adressbücher

5. Archiv der Hansestadt Lübeck
- a. Maueranschläge (Bekanntmachungen, Befehle, Urteile…)
- b. Steuerlisten
- c. C.F.C. Großheim, meine Lebensbeschreibung (Orig.)
- d. Lübeckische Anzeigen
- e. Medaillen
- f. Zeitgenössische Karten

6. Staatsarchiv der Hansestadt Hamburg
- Zeitungen der Zeit, in denen auch über Lübeck berichtet wurde, z. B.
  - Altonaer Merkur
  - Hamburgische Neue Zeitung
  - Hamburger Korrespondent

7. Artefakte und Andenken

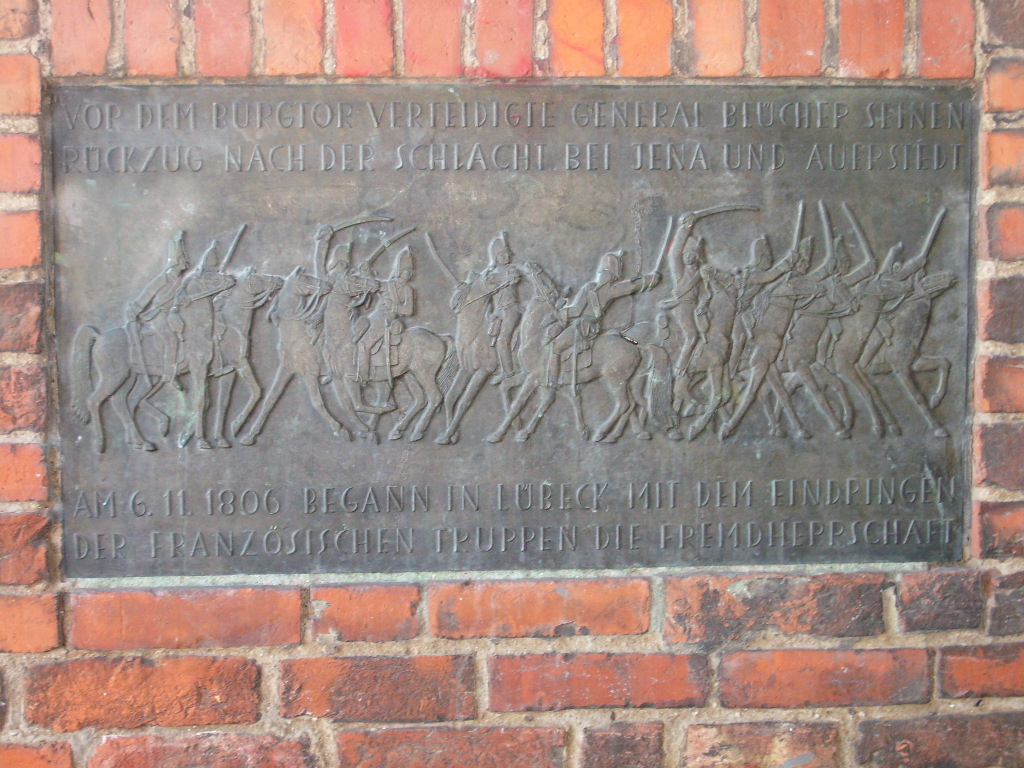
Erinnerungsrelief im Burgtor

- Eingemauerte, goldfarbige Kanonenkugeln über dem Eingang des Eckhauses Hüxstraße/An der Mauer
- Eine Gedenktafel im Burgtorbogen mit einer Darstellung der Blücherschen Schlacht
- Die Denkmäler für G. Prahl und von Arnim (Mühlenwall bzw. Wesloer Landstraße)
- Ratekau: Blücher Eiche (an welcher Stelle das Pastorat stand)

### Archivalien

#### Archiv der Hansestadt Lübeck
- Senats Akten der „Franzosenzeit“
- Bekanntmachungen aus der „Franzosenzeit“ 1800–1813 L IV 408
- Originale Handschrift der Lebenserinnerungen des Lehrers C.F.C. Großheim aus Lübeck
- Sterbe- bzw. Begräbnisbücher (Dom, Marien, Petri, St. Aegidien)
- Franz. Zeit Sterbe-Reg. 1813 (Zivilstands-Register)
- Zeitgenössische Karten
- Personenkartei

#### Ministère D´État – Chargé De La Défense Nationale, Vincennes Service Historique
- La copie de l´acte de capitulation du lieutenant-général Blücher à Ratekau le 7 novembre 1806

#### Bernadotteska arkivet, Kungl. Slottet, Stockholm, Carl XIV Johans arkiv
- Antwortschreiben Bernadottes an Charles de Villers vom 13. (?) Mai 1807, Band 11 (Photokopie);
- Copie: Capitulation du 7 Novembre 1806, Band 11; Copie: Etats des Troupes Comprises dans la Capitulation du 7 Novembre 1806, Band 11 (Photokopie);
- Brief Blüchers an Bernadotte vom 22. November 1806 aus Hamburg, Band 11 (Photokopie).

### Gedruckte Quellen
- Olof Ahlers: Aus den Aufzeichnungen von G.C.L. Staunau, 'Zeitschrift des Vereins für Lübeckische Geschichte und Altertumskunde' (ZVLGA), Bd. 53 1973, S. 157ff
- Wilhelm von Bippen (Hrsg.): Dora Curtius über die Ereignisse des 6. November 1806 und der folgenden Tage, ZVLGA, Bd. 15, 1913, S. 161ff
- W. Brehmer (Hrsg.): Lübecks Handelsbetrieb und Fabriktätigkeit zu Ende des vorigen Jahrhunderts, Mittheilungen des Vereins für Lübeckische Geschichte und Altertumskunde, Heft 5, 1891, 1892
- Syndicus C. G. Curtius: Der sechste November 1806 zu Lübeck, und dessen nächsten Folgen, in 'Neue Lübeckische Blätter', Erster Jahrgang, Lübeck 1835, No 44–48, S. 330–367 (verteilt)
- Friedrich von Eisenhart: Friedrich von Eisenharts Bericht über die Ereignisse des Jahres 1806, ZVLG, Bd. 12, Heft 1, Lübeck 1910, S. 94ff
- Französische Berichte über die Ereignisse um Lübeck, MVLGA, Heft 5, 1891, 1892, S. 49–59, 65–73, 83–87, 99–105, 113–117
- C.F.C. von Großheim: Meine Lebensbeschreibung, MVLGA, Heft 14, 1919–1928, Lübeck 1929
- P. Hasse (Hrsg.): Aus dem Tagebuch des Herrn Heinrich Christian von Hoff, MVLGA, Haft 8, 1897, 1898, Lübeck 1899, S. 33–63
- Horst Kohl: Blüchers Zug von Auerstedt bis Ratekau und Lübecks Schreckenstage (1806), Voigtländers Quellenbücher, Bd. 46, Leipzig 1912
- O. Kröplin (Hrsg.): Erzählungen der wichtigsten Ereignisse in Lübeck vor, während und nach der Schlacht am 6. November 1806, Vaterstädtische Blätter, 1906, No. 44, 45, 47
- Th. Möller: Ereignisreiche Tage der Stadt Lübeck im Jahre 1806, in 'Die Heimat', Jg. XI, Kiel 1901
- Ludw. Bernh. Nöltingk: Die Schlacht bei Lübeck am 6. November 1806 und ihre Folgeerscheinungen, Vaterstädtische Blätter 1906, No. 46, 47
- Theodor Rethwisch (Hrsg.): Aus vergilbten Pergamenten, Bd. 12, Die Hansestädte unter dem Kaiserreich Napoleons, Leipzig, o. J., darin u. a.: Erinnerungen des reitenden Ratsdieners M.F. Klüver; Tagebuch der Ratekauer Pastorentochter E. Schrödter
- Ludwig von Reiche: Memoiren des königlich preußischen Generals der Infanterie Ludwig von Reiche, Leipzig 1857 (Auszug in: Deutschland unter Napoleon in Augenzeugenberichten, dtv 2715, München 1982, S. 197–199)
- Senatsprotokolle vom 3.–5. Nov. 1806, Vaterstädtische Blätter 1896, No. 7
- Unbekannter Augenzeuge, 'Vaterstädtische Blätter', 1897, No. 49, 50, 1998, No. 1, 3
- Charles de Villers: Lettre à Mme la comtesse Fanny de Beauharnais contenant un récit des événements qui se sont passés à Lübeck dans le journées du jeudi 6 novembre 1806 et les suivantes, deutsche Übersetzung: Brief an die Gräfin Fanny von Beauharnais, Amsterdam 1817
- Charles de Villers: Brief an die Gräfinn Fanny de Beauharnais enthaltend eine Nachricht von den Begebenheiten, die zu Lübeck an dem Tage, Donnerstag den 6ten November 1806 und folgenden vorgefallen sind. Kunst- und Industrie-Comptoir, Amsterdam 1807 3. Aufl. 1808; Neudruck: Lübeck 1981
- C. Wehrmann (Hrsg.): Zur Erinnerung an die Franzosenzeit, Prevotal-Gerichtshof der Douanen zu Hamburg im Departement der Elbmündungen, Mittheilungen des Vereins für Lübeckische Geschichte und Altertumskunde, Heft 6, 1893 und 1894, Lübeck 1895.
- Hans Christian Zietz: Ansichten der Freien und Hansestadt Lübeck und ihrer Umgebungen, Frankfurt a. M. 1822, S. 206 ff

### Darstellende Literatur
- Wilhelm Bangert: Festschrift zur Hundertjahrfeier der Befreiung Lübecks. Lübecks Franzosenzeit 1806–1813, Lübeck Selbstverlag. (Druck von Julius Heise) 1913
- Fritz Endres (Hrsg.): Geschichte der Freien und Hansestadt Lübeck, Lübeck 1926, S. 91ff
- Michaela Blunk: Informationen zur Regionalgeschichte. Lübeck in der Franzosenzeit 1806–1813 (56 Seiten), 1986 herausgegeben vom Seminar Lübeck für Realschulen–IPTS 62
- A. Graßmann (Hrsg.): Lübeckische Geschichte, 2. Aufl. Lübeck 1989, S. 529 ff.
- Torvald Höjer: Bernadotte und die Hansestätte, Hansische Geschichtsblätter (HGBll), Jg. 73, 1955, S. 146–157
- Jan Jelle Kähler: Französisches Zivilrecht und französische Justizverfassung in den Hansestädten Hamburg, Lübeck und Bremen (1806–1815), Frankfurt a. M. 2007.
- Karl Klug: Geschichte Lübecks während der Vereinigung mit dem französischen Kaiserreiche 1811–1813, 'Erste Abtheilung', Lübeck 1856, 'Zweite Abtheilung', Lübeck 1857
- Doris Mührenberg: Die Franzosenzeit in Lübeck, in: M. Gläser, I. Sudhoff, P. Birk
- Hansen und Th. Roland (Hrsg.): Nicht nur Sauerkraut und Smørrebrød. Ikke kun smørrebrød og sauerkraut (= Ausstellungen zur Archäologie in Lübeck 8), 2005, S. 47–50
- Leopold von Schlözer: Dorothea von Schlözer der Philosophie Doctor, Berlin, Leipzig 1923, insbes.: Franzosenzeit 1806–1810, S. 239–278
- Werner Schubert: Frankreichs Pläne zur Einführung des Code Napoléon in den Hansestädten (1807/1808), ZVLGA, Bd. 57, 1979, S. 138–148
- Helmut Stubbe da Luz: „Franzosenzeit“ in Norddeutschland (1803–1814). Napoleons Hanseatische Departements, Bremen 2003, ISBN 3-861-08384-1.
- Friedrich Voeltzer: Lübecks Wirtschaftslage unter dem Druck der Kontinentalsperre, Druck und Verlag von Max Schmidt-Römhild, Lübeck 1925
- Johannes Warncke: Lübecks Befreiung von der Franzosenherrschaft und die Einsetzung der hanseatischen Legion, Gebr. Borchers, Lübeck 1913
- Adolf Wohlwill: Karl von Villers und die Hansestädte, insbesondere während der Hamburger Konferenzen vom Herbst 1809, HGBll., Bd. XV, 1909, S. 483–507
- Zahlreiche Aufsätze in den Mittheilungen des Vereins für Lübeckische Geschichte und Altertumskunde:
  - W. Brehmer (Heft 1, 1883, 1884, S. 5–14, 18–21, 122–129, 162–172; Heft 2, 1885, 1886, S. 130ff; Heft 5, 1891, 1892, S. 35–37)
  - C. Wehrmann (Heft 6, 1893, 1894, S. 67–70, 109–112, 120f)
  - A. Wohlwill (Heft 6, S. 142f)
  - Theodor Eschenburg (Heft 6, S. 163–168)
  - W. Brehmer (Heft 7, 1895, 1896, S. 5ff)
  - P. Hasse (Heft 10, 1901, 1902, S. 52–58)
  - G. Sommerfeldt (Heft 10, S. 114–120)
  - P. Hasse (Heft 10, S. 183ff; Heft 11, 1903, Jan.–Dez., Nr. 1–6, S. 79–92; Heft 11, 1904, Jan.–Sep., Nr. 7, S. 100–108; Heft 12, Zweite Hälfte 1906, S. 164–177)
  - Zahlreiche Veröffentlichungen in 'Vaterstädtische Blätter' – insbesondere in den Jubiläumsjahrgängen